# Close Up 97
|  | Denne artikel er oprettet af botten PalnaBot ud fra en ekstern database. Den kan derfor have sproglige fejl eller mangler. Denne skabelon kan fjernes efter kontrol af indholdet. |

Close Up 97 er en dokumentarfilm fra 1997 instrueret af Sohail A. Hassan efter manuskript af Sohail A. Hassan.

## Handling
En præsentionsvideo som oplæg til konkurrencen CLOSE UP 97. Unge i filmmiljøer, deres drømme, hvem er de? Hvad vil de? Klip fra deres produktioner og nøglepersoner i filmmiljøet og deres holdninger til undergrunden.